# Élections législatives de 1997 dans la Vienne
Les élections législatives françaises de 1997 se déroulent les 25 mai et 1er juin 1997. Dans le département de la Vienne, quatre députés sont à élire dans le cadre de quatre circonscriptions.

## Élus
| Circonscription                                 | Député sortant     | Parti | Parti      | Député élu ou réélu | Parti | Parti    |
| ----------------------------------------------- | ------------------ | ----- | ---------- | ------------------- | ----- | -------- |
| 1re                                             | Éric Duboc         |       | UDF (PPDF) | Alain Claeys        |       | PS       |
| 2e                                              | Jean-Yves Chamard  |       | RPR        | Philippe Decaudin   |       | PS       |
| 3e                                              | Arnaud Lepercq     |       | RPR        | Arnaud Lepercq      |       | RPR      |
| 4e                                              | Jean-Pierre Abelin |       | UDF (FD)   | Jean-Pierre Abelin  |       | UDF (FD) |
| * député sortant ne se représentant pas en 1997 |                    |       |            |                     |       |          |

## Résultats

### Résultats à l'échelle du département
| Parti          | Parti                              | Premier tour | Premier tour | Second tour | Second tour | Sièges |
| Parti          | Parti                              | Voix         | %            | Voix        | %           | Sièges |
| -------------- | ---------------------------------- | ------------ | ------------ | ----------- | ----------- | ------ |
|                | Parti socialiste                   | 54 564       | 29,96        | 100 908     | 52,09       | 2      |
|                | Parti communiste français          | 15 928       | 8,74         |             |             | 0      |
|                | Les Verts                          | 10 092       | 5,54         | 0           |             |        |
|                | Mouvement des citoyens             | 1 339        | 0,74         | 0           |             |        |
|                | Divers gauche                      | 306          | 0,17         | 0           |             |        |
|                | Gauche plurielle                   | 82 229       | 45,14        | 100 908     | 52,09       | 2      |
|                |                                    |              |              |             |             |        |
|                | Rassemblement pour la République   | 33 449       | 18,36        | 46 693      | 24,11       | 1      |
|                | Union pour la démocratie française | 30 128       | 16,54        | 46 104      | 23,80       | 1      |
|                | La Droite indépendante             | 6 396        | 3,51         |             |             | 0      |
|                | Droite parlementaire               | 69 973       | 38,42        | 92 797      | 47,91       | 2      |
|                |                                    |              |              |             |             |        |
|                | Front national                     | 19 019       | 10,44        |             |             | 0      |
|                | Génération écologie                | 3 826        | 2,10         | 0           |             |        |
|                | Lutte ouvrière                     | 3 161        | 1,74         | 0           |             |        |
|                | Extrême gauche dont LCR et SÉGA    | 2 723        | 1,49         | 0           |             |        |
|                | Divers                             | 1 218        | 0,67         | 0           |             |        |
|                |                                    |              |              |             |             |        |
| Inscrits       | Inscrits                           | 277 872      | 100,00       | 277 846     | 100,00      | 4      |
| Abstentions    | Abstentions                        | 83 481       | 30,04        | 72 461      | 26,08       |        |
| Votants        | Votants                            | 194 391      | 69,96        | 205 385     | 73,92       |        |
| Blancs et nuls | Blancs et nuls                     | 12 242       | 6,3          | 11 680      | 5,69        |        |
| Exprimés       | Exprimés                           | 182 149      | 93,7         | 193 705     | 94,31       |        |

### Résultats par circonscription

#### Première circonscription (Poitiers-Nord)
| Candidat                     | Candidat                     | Parti                  | Premier tour | Premier tour | Second tour | Second tour |  |
| Candidat                     | Candidat                     | Parti                  | Voix         | %            | Voix        | %           |  |
| ---------------------------- | ---------------------------- | ---------------------- | ------------ | ------------ | ----------- | ----------- |  |
|                              | Alain Claeys élu             | PS (PRS)               | 16 417       | 34,60        | 28 716      | 57,05       |  |
|                              | Éric Duboc sortant           | UDF (PPDF)             | 14 778       | 31,15        | 21 620      | 42,95       |  |
|                              | Joël Le Nestic               | FN                     | 4 619        | 9,74         |             |             |  |
|                              | Jean-Jacques Guerin          | PCF                    | 2 991        | 6,30         |             |             |  |
|                              | Marie Legrand                | Les Verts              | 2 466        | 5,20         |             |             |  |
|                              | Alain Grenet                 | Extrême gauche (LO)    | 1 310        | 2,76         |             |             |  |
|                              | Bertrand Royer               | Extrême gauche (SÉGA)  | 1 250        | 2,63         |             |             |  |
|                              | Anita Poupeau-Bouthier       | Divers écologiste (GÉ) | 1 212        | 2,55         |             |             |  |
|                              | Martine de Rautlin de la Roy | LDI (MPF)              | 1 193        | 2,51         |             |             |  |
|                              | Christophe Masse             | Extrême gauche (PT)    | 463          | 0,98         |             |             |  |
|                              | Jean-Michel Fournier         | MDC                    | 438          | 0,92         |             |             |  |
|                              | Régis Roquetanière           | Divers gauche          | 306          | 0,64         |             |             |  |
|                              |                              |                        |              |              |             |             |  |
| Inscrits                     | Inscrits                     | Inscrits               | 71 806       | 100,00       | 71 805      | 100,00      |  |
| Abstentions                  | Abstentions                  | Abstentions            | 21 423       | 29,83        | 18 715      | 26,06       |  |
| Votants                      | Votants                      | Votants                | 50 383       | 70,17        | 53 090      | 73,94       |  |
| Blancs et nuls               | Blancs et nuls               | Blancs et nuls         | 2 940        | 5,84         | 2 754       | 5,19        |  |
| Exprimés                     | Exprimés                     | Exprimés               | 47 443       | 94,16        | 50 336      | 94,81       |  |
| Source : Assemblée nationale |                              |                        |              |              |             |             |  |

#### Deuxième circonscription (Poitiers-Sud)
| Candidat       | Candidat                  | Parti          | Premier tour | Premier tour | Second tour | Second tour |  |
| Candidat       | Candidat                  | Parti          | Voix         | %            | Voix        | %           |  |
| -------------- | ------------------------- | -------------- | ------------ | ------------ | ----------- | ----------- |  |
|                | Jean-Yves Chamard sortant | RPR            | 15 985       | 36,81        | 22 466      | 48,50       |  |
|                | Philippe Decaudin élu     | PS (PRS)       | 14 430       | 33,23        | 23 852      | 51,50       |  |
|                | Claude Rouquet            | FN             | 3 753        | 8,64         |             |             |  |
|                | Michel Bodin              | PCF            | 2 850        | 6,56         |             |             |  |
|                | Daniel Lhomond            | Les Verts      | 2 481        | 5,71         |             |             |  |
|                | Marie de Mascureau        | LDI (MPF)      | 1 492        | 3,44         |             |             |  |
|                | Muriel Saillard           | GÉ             | 1 422        | 3,27         |             |             |  |
|                | Nadine Courilleau         | LCR            | 1 010        | 2,33         |             |             |  |
|                |                           |                |              |              |             |             |  |
| Inscrits       | Inscrits                  | Inscrits       | 65 454       | 100,00       | 65 443      | 100,00      |  |
| Abstentions    | Abstentions               | Abstentions    | 19 622       | 29,98        | 16 768      | 25,62       |  |
| Votants        | Votants                   | Votants        | 45 832       | 70,02        | 48 675      | 74,38       |  |
| Blancs et nuls | Blancs et nuls            | Blancs et nuls | 2 409        | 5,26         | 2 357       | 4,84        |  |
| Exprimés       | Exprimés                  | Exprimés       | 43 423       | 94,74        | 46 318      | 95,16       |  |

#### Troisième circonscription (Montmorillon)
| Candidat       | Candidat                     | Parti          | Premier tour | Premier tour | Second tour | Second tour |
| Candidat       | Candidat                     | Parti          | Voix         | %            | Voix        | %           |
| -------------- | ---------------------------- | -------------- | ------------ | ------------ | ----------- | ----------- |
|                | Arnaud Lepercq sortant réélu | RPR            | 17 464       | 38,56        | 24 227      | 50,37       |
|                | Jean-Claude Cubaud           | PS             | 12 371       | 27,32        | 23 871      | 49,63       |
|                | Jean-Pierre David            | PCF            | 5 558        | 12,27        |             |             |
|                | Brigitte Leroy               | FN             | 4 137        | 9,14         |             |             |
|                | Georges Stupar               | Les Verts      | 2 471        | 5,46         |             |             |
|                | Yves-Marie Guého             | LDI (MPF)      | 2 093        | 4,62         |             |             |
|                | Ferréol Saillard             | GÉ             | 1 192        | 2,63         |             |             |
|                |                              |                |              |              |             |             |
| Inscrits       | Inscrits                     | Inscrits       | 68 194       | 100,00       | 68 183      | 100,00      |
| Abstentions    | Abstentions                  | Abstentions    | 19 416       | 28,47        | 17 203      | 25,23       |
| Votants        | Votants                      | Votants        | 48 778       | 71,53        | 50 980      | 74,77       |
| Blancs et nuls | Blancs et nuls               | Blancs et nuls | 3 492        | 7,16         | 2 882       | 5,65        |
| Exprimés       | Exprimés                     | Exprimés       | 45 286       | 92,84        | 48 098      | 94,35       |

#### Quatrième circonscription (Châtellerault)
| Candidat       | Candidat                         | Parti          | Premier tour | Premier tour | Second tour | Second tour |  |
| Candidat       | Candidat                         | Parti          | Voix         | %            | Voix        | %           |  |
| -------------- | -------------------------------- | -------------- | ------------ | ------------ | ----------- | ----------- |  |
|                | Jean-Pierre Abelin sortant réélu | UDF (FD)       | 15 350       | 33,37        | 24 484      | 50,02       |  |
|                | Brigitte Tondusson               | PS             | 11 346       | 24,67        | 24 469      | 49,98       |  |
|                | Françoise Couturier              | FN             | 6 510        | 14,15        |             |             |  |
|                | Paul Fromonteil                  | PCF            | 4 529        | 9,85         |             |             |  |
|                | Marcel Doreau                    | Les Verts      | 2 674        | 5,81         |             |             |  |
|                | Patrice Villeret                 | LO             | 1 851        | 4,02         |             |             |  |
|                | Patrick Texier                   | LDI (MPF)      | 1 618        | 3,52         |             |             |  |
|                | Joël Quéméner                    | Divers         | 1 218        | 2,65         |             |             |  |
|                | Patrick Juin                     | MDC            | 901          | 1,96         |             |             |  |
|                |                                  |                |              |              |             |             |  |
| Inscrits       | Inscrits                         | Inscrits       | 72 418       | 100,00       | 72 415      | 100,00      |  |
| Abstentions    | Abstentions                      | Abstentions    | 23 020       | 31,79        | 19 775      | 27,31       |  |
| Votants        | Votants                          | Votants        | 49 398       | 68,21        | 52 640      | 72,69       |  |
| Blancs et nuls | Blancs et nuls                   | Blancs et nuls | 3 401        | 6,88         | 3 687       | 7           |  |
| Exprimés       | Exprimés                         | Exprimés       | 45 997       | 93,12        | 48 953      | 93          |  |